# Parafia św. Jerzego w Łobzie
Parafia św. Jerzego – parafia prawosławna w Łobzie, w dekanacie Szczecin diecezji wrocławsko-szczecińskiej.
Na terenie parafii funkcjonuje 1 cerkiew:
- cerkiew św. Jerzego w Łobzie – parafialna

## Historia
Parafia powstała w 1948. Od początku użytkuje dawny budynek mieszkalny (zbudowany w 1912) przy ulicy Wojska Polskiego 8, w którym na pierwszym piętrze urządzono cerkiew, przeniesioną w 1951 na parter. Ikonostas pochodzi z dawnej cerkwi św. Anny w Międzylesiu, rozebranej w 1938. Po pożarze w 1996, cerkiew została odnowiona.
W 2013 parafia liczyła około 30 osób.

## Wykaz proboszczów
- 1948–1954 – ks. Jan Reszotko
- 1954–1956 – ks. Anatol Bondar
- 1957–1983 – ks. Anatol Kuczyński
- 1984–1999 – ks. Jerzy Ignatowicz
- – ks. Mariusz Synak
- 2001–2003 – ks. Andrzej Demczuk
- 2003–2019[2] – ks. Jarosław Maksimiuk
- od 2019 – ks. Marcin Prokopiuk[3]